# DNB (norsk bank)

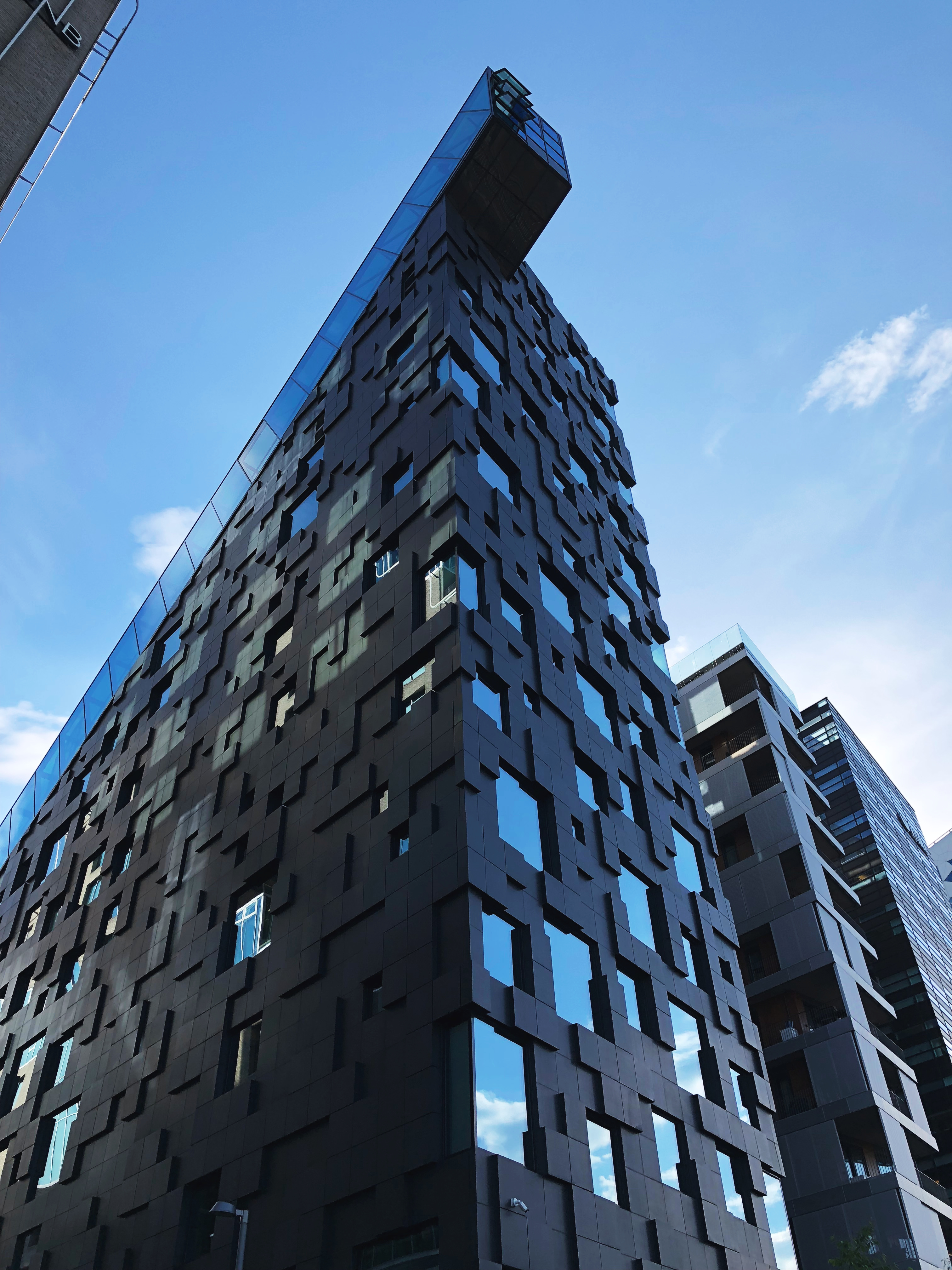
DNBs västra huvudbyggnad i Oslo.

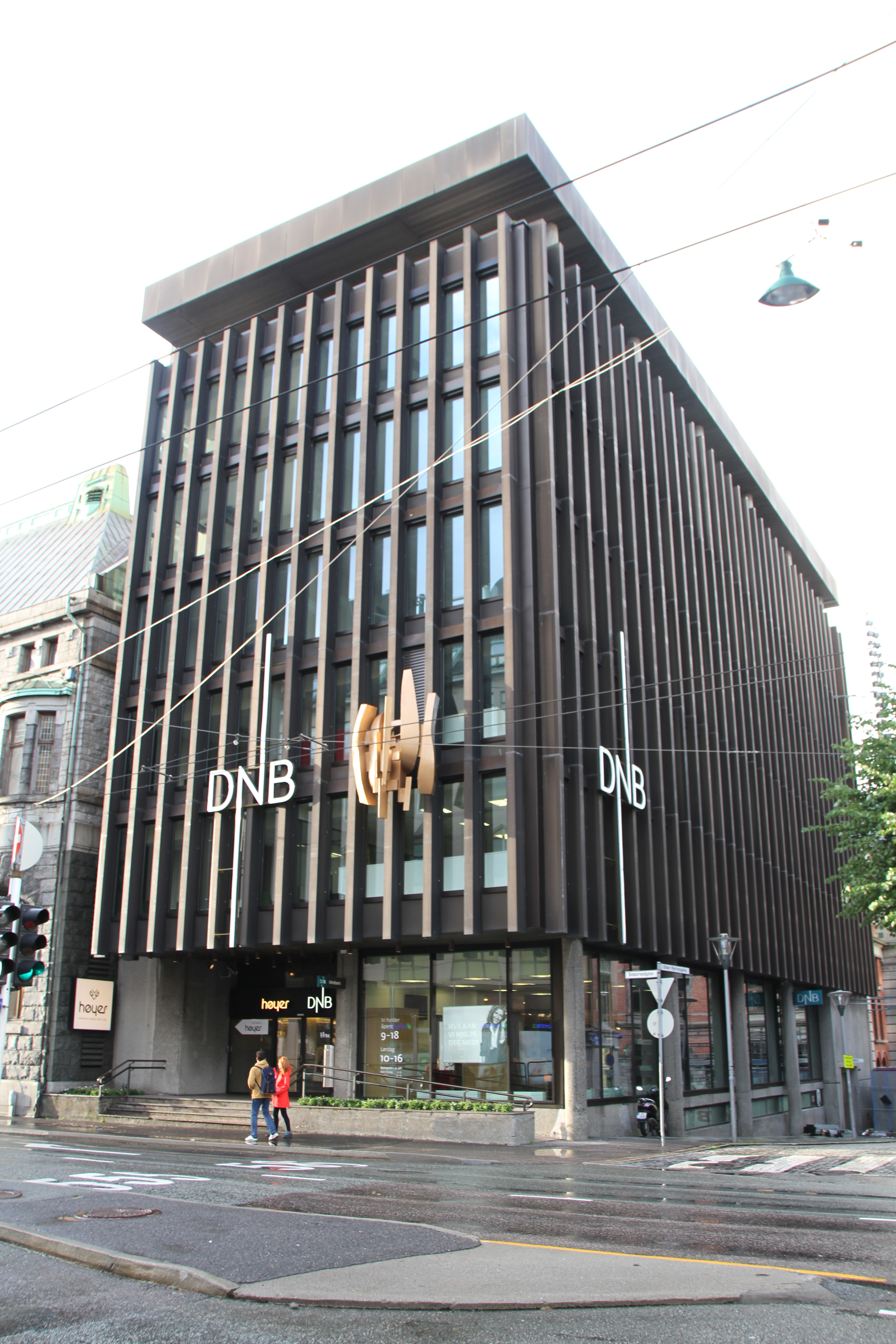
DNBs kontor i centrala Bergen.

DNB (tidigare DnB NOR) är en nordeuropeisk och Norges största finanskoncern med huvudkontor i Oslo. DNB bedriver global bankverksamhet med 16 kontor runt om i världen, bland annat i Sverige, Storbritannien, USA, Brasilien och Singapore.
Gällande marknadsvärde för året 2024 så är DNB bland de fem största bankerna i Norden med bland andra Nordea, SEB, Danske Bank och Swedbank.
Nuvarande VD Kjerstin Braathen har haft posten sedan 2019 och nuvarande styrelseordförande Olaug Svarva har haft posten sedan 2018.

## Historia
1822 grundades DNB som Christiania Sparebank för att arbetare skulle kunna sätta in sina pengar innan de spenderade dem.
Under 1900-talet etablerades över 600 sparbanker runt om i Norge. 1990 gick Norges två största banker, Bergen Bank och Den norske Creditbank, ihop och bildade Den norske Bank (DnB).
1996 köpte DnB upp Vital Forsikring och lanserade sin hemsida dnb.no som röstades fram till bästa hemsida enligt den norska finanstidningen Kapital.
1999 blev Postbanken en del av DnB.
2002 bildades Sparebankstiftelsen DNB efter önskemål om att använda delar av bankens vinst till allmännyttiga ändamål.
2003 bildas DnB NOR genom en fusion av Den norske Bank (DnB) och Gjensidige NOR.
2011 bytte DnB NOR, Vital Forsikring och Postbanken namn till det som idag heter DNB.
2015 lanserade DNB den digitala betaltjänsten Vipps för att kunna föra över pengar mellan privatpersoner via mobiltelefonen.
2017 gick DNB ihop med 105 andra sparbanker och etablerade Vipps som ett eget bolag. Appen Spare lanserades i samband med etableringen.
2019 lanserade DNB en ny mobil bankapp, räkneappen DNB Regnskap och appen för fastighetstjänster DNB Samsolgt.
2021 slogs DNB ASA och DNB Bank ASA ihop. DNB förvärvade även norska Sbanken.

## DNB i Sverige
På den svenska marknaden säljer DNB tjänster och produkter till medelstora och stora företag samt institutioner. För privatpersoner finns fondutbud, kreditkort och billån. I Sverige har DNB kontor i Stockholm, Göteborg och Malmö.